# نانا (فیلم)
نانا (فرانسوی: Nana‎) یک فیلم درام صامت به کارگردانی ژان رنوآر است که در سال ۱۹۲۶ منتشر شد. این فیلم اقتباسی از رمان نانا امیل زولا بود.

## بازیگران
- کترین اسلینگ
- ورنر کراوس
- ژان آنژلو
- کلود اوتان-لارا